# Hole in Your Heart
Hole in Your Heart è un singolo del gruppo musicale britannico Royal Blood, pubblicato il 20 marzo 2018 come quarto estratto dal secondo album in studio How Did We Get So Dark?.

## Descrizione
Si tratta del brano più sperimentale del disco, caratterizzandosi per il largo utilizzo delle tastiere durante le strofe, di ispirazione funk.

## Formazione
Gruppo
- Mike Kerr – basso, tastiera, voce
- Ben Thatcher – batteria, percussioni, Steinway D

Produzione
- Tom Dalgety – produzione, missaggio
- Rob Brinkman – assistenza tecnica
- Connor Panayi – assistenza tecnica
- Brian Lucey – mastering

## Classifiche
| Classifica (2017)          | Posizione massima |
| -------------------------- | ----------------- |
| Regno Unito (rock & metal) | 12                |